# Golovissima emeljanovi
Golovissima emeljanovi är en stekelart som beskrevs av Dzhanokmen 1982. Golovissima emeljanovi ingår i släktet Golovissima och familjen puppglanssteklar. Inga underarter finns listade i Catalogue of Life.